# 基绍帕蒂
基绍帕蒂，是匈牙利维斯普雷姆州所辖的一个村，总面积6.89平方公里，总人口364，人口密度52.8人/平方公里（2010年1月1日）。